# Mulungushi (Luanshya)
Mulungushi è un ward dello Zambia, parte della Provincia di Copperbelt e del Distretto di Luanshya.